# Aržano
Aržano je naselje na Hrvaškem, ki upravno spada pod občino Cista Provo; le-ta pa spada pod Splitsko-dalmatinsko županijo.
Naselje leži 30 km severozahodno od Imotskega. Tu je najnižji in najbolj primeren prehod preko 681 m visokih Aržanskih vrat iz Dalmacije v Bosno in Hercegovino. Med leti 1718 do 1878 je bila tu državna meja med Osmanskim cesarstvom in Beneško republiko, oziroma Avstro-Ogrsko in Dalmacijo. V rimski dobi je nad naseljem stala utrdba Argentum.

## Demografija
| Pregled števila prebivalcev po letih | Pregled števila prebivalcev po letih | Pregled števila prebivalcev po letih | Pregled števila prebivalcev po letih | Pregled števila prebivalcev po letih | Pregled števila prebivalcev po letih | Pregled števila prebivalcev po letih | Pregled števila prebivalcev po letih | Pregled števila prebivalcev po letih | Pregled števila prebivalcev po letih | Pregled števila prebivalcev po letih | Pregled števila prebivalcev po letih | Pregled števila prebivalcev po letih | Pregled števila prebivalcev po letih | Pregled števila prebivalcev po letih |
| ------------------------------------ | ------------------------------------ | ------------------------------------ | ------------------------------------ | ------------------------------------ | ------------------------------------ | ------------------------------------ | ------------------------------------ | ------------------------------------ | ------------------------------------ | ------------------------------------ | ------------------------------------ | ------------------------------------ | ------------------------------------ | ------------------------------------ |
| 1857                                 | 1869                                 | 1880                                 | 1890                                 | 1900                                 | 1910                                 | 1921                                 | 1931                                 | 1948                                 | 1953                                 | 1961                                 | 1971                                 | 1981                                 | 1991                                 | 2001                                 |
| 836                                  | 917                                  | 1007                                 | 1120                                 | 1045                                 | 1246                                 | 1315                                 | 1231                                 | 1369                                 | 1356                                 | 1469                                 | 1379                                 | 1332                                 | 1110                                 | 754                                  |